# The Most Beautiful Moment in Life (trilogie d'albums)
The Most Beautiful Moment in Life (hangeul : 화양연화 ; hanja : 花樣年華, littéralement « Le Plus beau moment dans la vie ») est une trilogie d'albums du boys band sud-coréen de K-pop BTS. Aussi surnommée « HYYH Trilogy », elle se compose de deux mini-albums et d'une compilation : The Most Beautiful Moment in Life, Part 1 (sorti le 29 avril 2015), The Most Beautiful Moment in Life, Part 2 (sorti le 30 novembre 2015), et The Most Beautiful Moment in Life: Young Forever (sorti le 2 mai 2016).

## Albums

### The Most Beautiful Moment in Life, Part 1
En mars 2015, Il est annoncé que BTS fera bientôt son comeback avec un nouvel album. Le comeback trailer de The Most Beautiful Moment in Life, Part 1 est mis en ligne le 17 avril 2015. Ce sont ensuite 4 séries de photos qui sont révélées : la première le 20 avril, la deuxième le 21 avril puis les troisième et quatrième le 22 avril, Le teaser du clip vidéo de I Need U est mis en ligne le 24 avril. Le groupe sort ensuite une cinquième série de photos le lendemain. Puis, le groupe révèle la liste des titres de l'album, présenté comme étant une première partie, ainsi qu'un medley. Le même jour est révélée une sixième série de photos puis une septième le lendemain.
L'album sort le 29 avril 2015 et le clip vidéo de I Need U le 30 avril. Une « version originale » du clip vidéo sort le 11 mai. Le groupe sort ensuite le clip vidéo pour le titre Dope le 23 juin.

### The Most Beautiful Moment in Life, Part 2
Le 8 septembre 2015, BTS met en ligne une vidéo longue de 12 minutes, The Most Beautiful Moment in Life on Stage: Prologue. Faisant suite aux événements de I Need U, le prologue présente des chansons inédites et nous annonce la sortie de The Most Beautiful Moment in Life, Part 2 pour octobre ainsi qu'une tournée de concerts pour novembre. Le comeback trailer, intitulé Never Mind est mis en ligne le 17 novembre 2015. Puis, les 22 novembre et 24 novembre, le groupe dévoile plusieurs sets de photos, suivis du teaser  du clip vidéo de Run le 25 novembre ainsi que de la liste des titres de l'album et d'un medley le 26 novembre.
L'album sort le 30 novembre, ainsi que le clip vidéo de Run.

### The Most Beautiful Moment in Life: Young Forever
Le 19 avril 2016, le clip vidéo de Young Forever est mis en ligne avec l'annonce de la sortie de The Most Beautiful Moment in Life: Young Forever, le troisième album de la trilogie. Le groupe dévoile un premier set de photos le 21 avril puis un deuxième ainsi que la liste des titres de l'album les 24 avril et 27 avril respectivement. Le teaser du clip vidéo de Fire est dévoilé le 29 avril.
L'album, une compilation, sort le 2 mai avec le clip vidéo de Fire. Une « version chorégraphie » du clip vidéo sort le 9 mai. Le clip vidéo de Save Me est mis en ligne le 15 mai.

## Ventes
| Album                                            | Gaon      |
| ------------------------------------------------ | --------- |
| The Most Beautiful Moment in Life, Part 1        | 517 805   |
| The Most Beautiful Moment in Life, Part 2        | 620 413   |
| The Most Beautiful Moment in Life: Young Forever | 723 466   |
| Total                                            | 1 861 684 |

## Production
Les albums sont parfois traduis comme le long-métrage hong-kongais In the Mood for Love (litt. « humeur d'amour » en français). Les caractères « 花樣年華 » utilisés pour les noms en hanja des albums sont aussi utilisé pour le titre du film. Mais la prononciation et la signification de ceux-ci changent, donnant Hwa yang yeon hwa en coréen et Fa yeung nin wa en chinois.
C'est avec le single I Need U (titre principal de The Most Beautiful Moment in Life, Part 1) que le groupe parvient pour la première fois depuis leurs débuts à gagner dans une émission musicale.
The Most Beautiful Moment in Life: Young Forever est nommé « album de l'année » aux 2016 MelOn Music Awards et permet au groupe de décrocher leur premier Daesang (grand prix).
La plupart des titres sont disponibles en japonais sur l'album Youth.